# Bill Nighy
William Francis Nighy (Caterham, Surrey, Anglaterra, 12 de desembre de 1949), més conegut com a Bill Nighy, és un actor britànic conegut pels seus papers antagònics interpretant rols de vilans, com Viktor en la franquícia cinematogràfica de Underworld, Davy Jones a Pirates del Carib, el General Fallon a Jack, el matagegants, entre d'altres.

## Dades biogràfiques
Nighy va néixer a Caterham (Surrey), en 1949 i es va formar en teatre a l'escola d'actuació de Guildford. Va realitzar el seu debut professional al Watermill Theatre de Newbury i després va continuar guanyant experiència en teatres regionals. En Liverpool va crear, al costat de Julie Walters i Pete Postlethwaite, una companyia de teatre itinerant que es presentava en locals de varietats. La seva primera actuació a Londres va ser al Hampstead Theatre, al novembre de 1978, en l'obra Comings and Goings.
La seva llarga associació amb el treball de David Hare va començar a principis de la dècada de 1980, quan va ser triat per Dreams of Leaving, un film de la cadena BBC, escrit i dirigit per Hare. El seu següent treball junts va ser Map of the World, escrita i dirigida per Hare, al Royal National Theatre de Londres. Peter Hall, el director artístic del National Theatre, li va demanar a Hare que formés una companyia d'actors i es va convertir en un dels membres fundadors d'artistes que incloïa entre altres a Anthony Hopkins.
La primera producció de Hare per a la nova companyia va ser Pravda una despietada sàtira de la premsa britànica, que va escriure al costat de Howard Brenton. Hopkins va interpretar el paper de l'implacable magnat dels mitjans, Lambert Le Roux, i Nighy va interpretar al seu igualment inescrupuloso soci. Els dos actors van ser reunits una altra vegada per a la producció de Hare en l'obra de William Shakespeare, El rei Lear, en la qual Nighy va ser el personatge d'Edgar i Hopkins es va presentar en el paper principal. Una dècada més tard, va protagonitzar Skylight, de Hare, que li va suposar el Premi Barclay de teatre i que es va representar amb molt d'èxit durant una temporada al Vaudeville Theatre del West End londinenc.
Nighy ha aparegut regularment al National Theatre en una successió de noves obres escrites pels millors escriptors britànics. L'any 1993, va protagonitzar l'ambiciosa producció Arcàdia de Tom Stoppard. Set anys més tard, va rebre els aplaudiments de la crítica i la nominació al millor actor al prestigiós Premi Laurence Olivier, per la seva interpretació com el psiquiatre Robert Smith a Blue/Orange, escrita per Joe Penhall i dirigida per Roger Michell.
Uns altres dels seus treballs en teatre inclouen dues reposicions d'obres de Harold Pinter: Betrayal, a l'Almeida Theatre, i A Kind of Alaska, al Donmar Warehouse Theatre. Bill també ha interpretat a Trigorin en una producció del National Theatre de l'obra de Txèkhov, La gavina, al costat de Judi Dench com Arkadina. Nighy prèviament va treballar amb Judi Dench a Absolute Hell (BBC) i recentment van treballar per al molt aclamat film, Diari d'un escàndol, amb Cate Blanchett i dirigida per Richard Eyre.

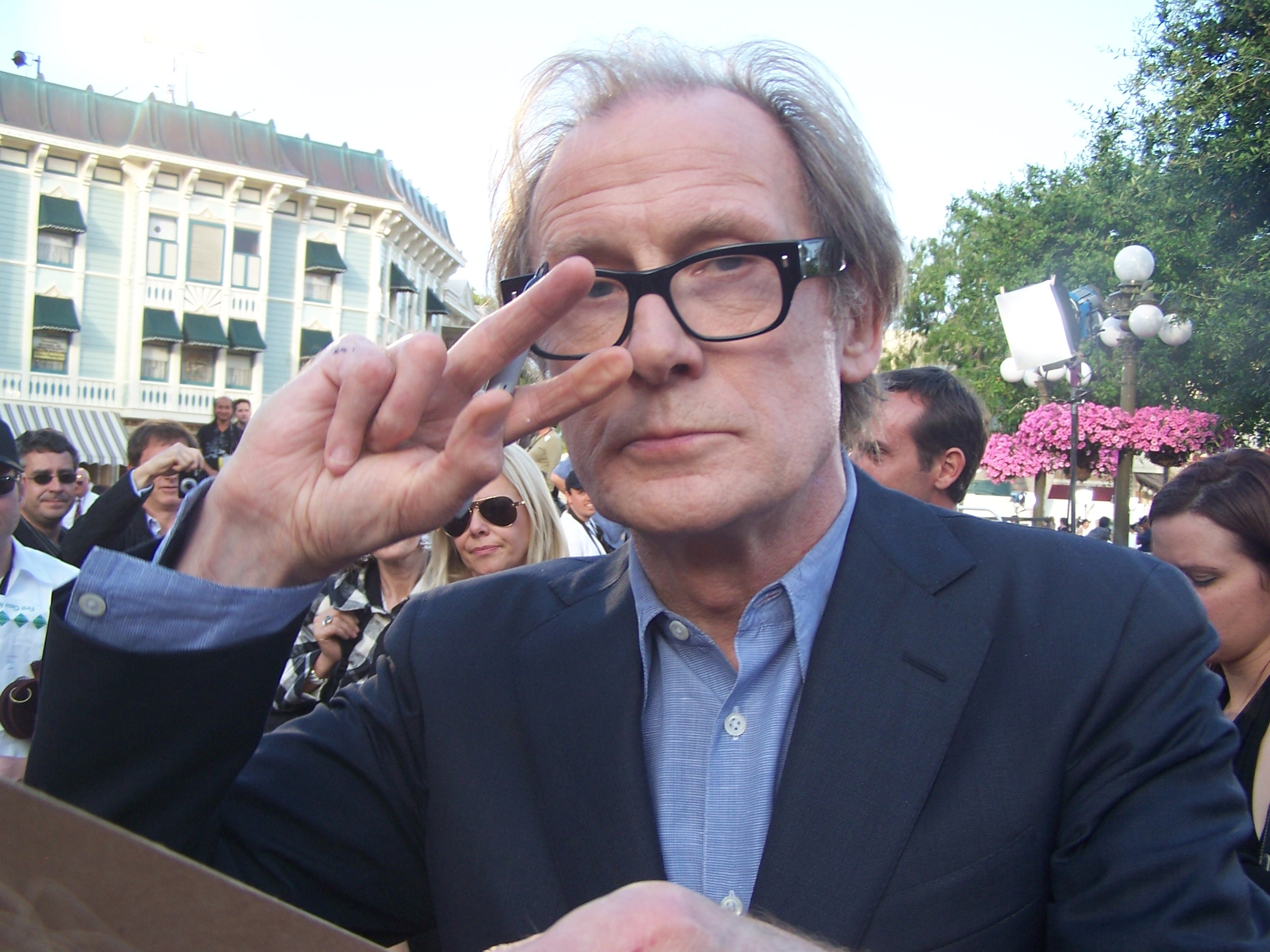
Nighy el 2007.

La llarga llista de treballs de Nighy per la pantalla petita inclouen pràcticament a totes les grans sèries de la televisió britànica, però va ser la seva actuació en The Men's Room (BBC), en 1991, quan va atreure per primera vegada l'atenció del públic general. Després va guanyar el BAFTA TV i el Royal Television Society al millor actor, per la seva interpretació d'un editor de periòdic en la sèrie de culte State of Play. Va protagonitzar dues pel·lícules realitzades per a televisió escrites i dirigides per Stephen Poliakoff: The Lost Prince i la minisèrie Gideon's Daughter, per la qual va guanyar el Globus d'Or. La seva interpretació de Lawrence, un inspector d'hisenda rejovenit per l'amor en The Girl in the Cafè, li va suposar una altra nominació als Globus d'Or i l'aplaudiment generalitzat de la crítica.
Nighy va fer el seu debut al cinema a principis de els anys 80, quan va aparèixer en pel·lícules com La noia del timbal i una altra de les adaptacions a la pantalla de John le Carré, The Constant Gardener, li va fer guanyar el premi al millor actor de repartiment Als British Independent Film Awards de 2005. Però va ser Still Crazy i la seva interpretació del vocalista de rock envellit Ray Simms el que va establir el perfil de Nighy al cinema i li va suposar el premi Peter Sellers a la millor interpretació de comèdia, atorgat pel London Evening Standard. Nighy va guanyar el seu segon premi Peter Sellers pel seu treball donant-li vida a la inoblidable estrella de pop Billy Mack a Love Actually, una interpretació increïblement popular que també li va suposar el Premi de la Crítica de Londres i el premi BAFTA al millor actor de repartiment.
Altres dels seus treballs al cinema inclouen Underworld, Underworld: Evolution, Shaun of the Dead i L'intrús. L'any 2003, Nighy va guanyar quatre premis a millor actor de repartiment de l'Associació de Crítics de Cinema de Los Angeles, pels seus treballs en AKA, Lawless Heart, El castell somiat i Love Actually. També va realitzar una interpretació estel·lar com el capità pirata Davy Jones –meitat calamar, meitat humà- a Pirates of the Caribbean: Dead Man's Chest i Pirates of the Caribbean: At World's End.

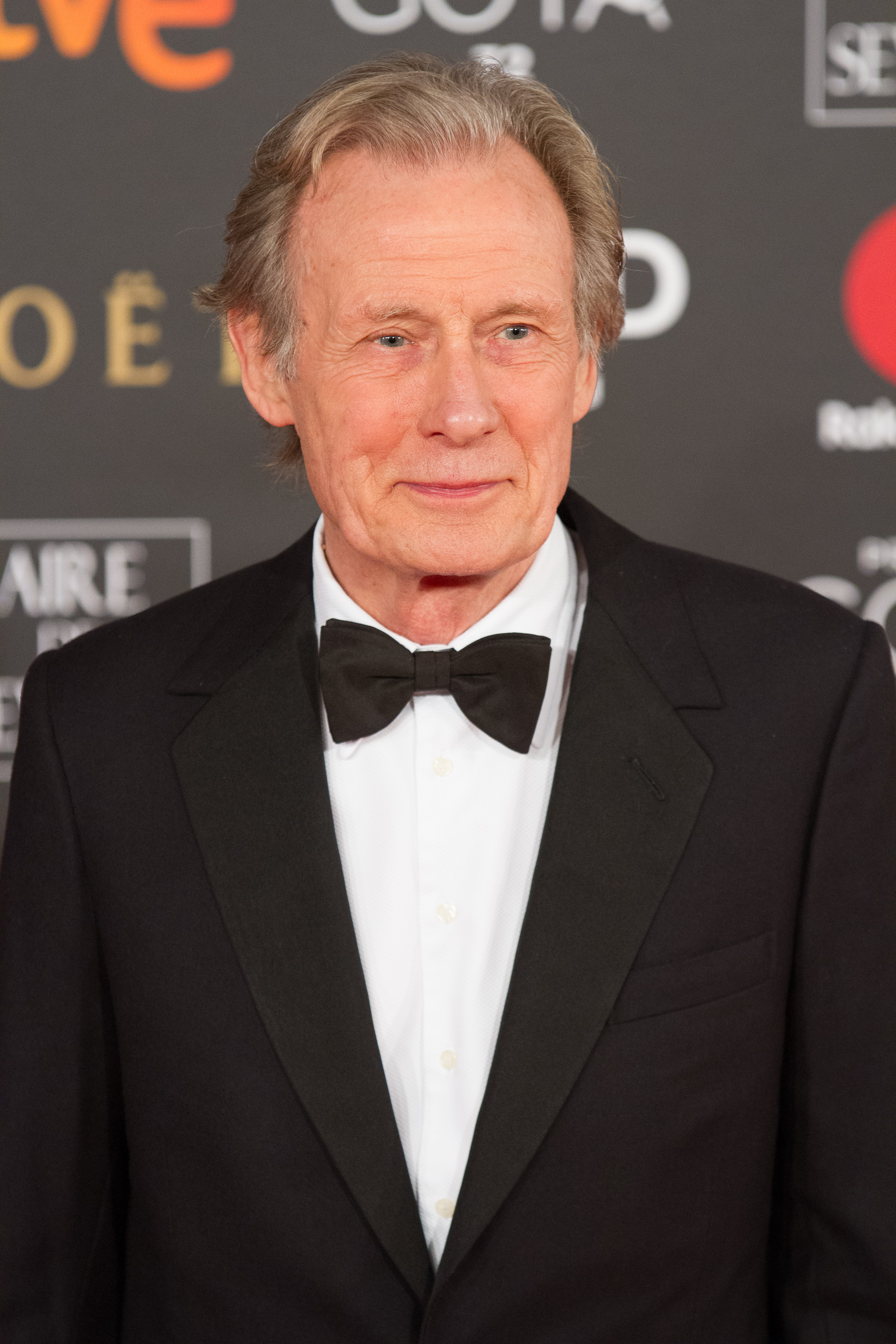
Nighy en Madrid, amb motiu dels XXXII Premis Goya.

Nighy va actuar a Broadway en la producció de David Hare The Vertical Hour. Va protagonitzar al costat de Julianne Moore aquesta història sobre una corresponsal de guerra estatunidenca desafiada en les seves creences i cultura després de conèixer a un anglès la manera de vida del qual la sorprèn totalment.
Nighy també va fer un cameo a Arma fatal, un film dels realitzadors de Shaun of the Dead). Més recentment li ho ha vist en la pel·lícula de Brian Singer, Valquíria, al costat de Tom Cruise i Patrick Wilson en aquest drama d'acció de la Segona Guerra Mundial basat en una conspiració per assassinar Adolf Hitler.
En 2010 va aparèixer en la primera part de la pel·lícula Harry Potter i les Relíquies de la Mort com el nou Ministre de Màgia: Rufus Scrimgeour. A l'any següent va participar en dues pel·lícules d'animació: Rango (2011) i Arthur Christmas (2011), i per aquesta última va guanyar un premi Annie pel seu doblatge.
En 2011 va protagonitzar la pel·lícula Page Eight, dirigit per David Hare i amb Rachel Weisz i Michael Gambon. En el film es retraten els dilemes morals als quals s'enfronten els serveis d'intel·ligència occidentals des del 2001 i, més concretament, el MI5 britànic, així com la seva dependència del poder polític. Per la seva interpretació com Johnny Worricker, va ser nominat al seu tercer Globus d'Or.
En el 2013 va aparèixer a About Time, una pel·lícula dramàtica i també romàntica, escrita i dirigida per Richard Curtis i en la qual també van participar Domhnall Gleeson, Rachel McAdams, Tom Hollander i Margot Robbie. La història, amb tocs de ciència-ficció, és la d'un jove amb l'habilitat especial per a viatjar en el temps que tracta de canviar el seu passat amb la finalitat de millorar el seu futur.
Va participar en la pel·lícula La llibreria, d’Isabel Coixet, com Edmund Brundish, al costat de Emily Mortimer. El rodatge va tenir lloc a Irlanda del Nord i Barcelona durant l'estiu de 2016.

## Filmografia
Cinema
| Any  | Títol                                            | Paper                                 |
| ---- | ------------------------------------------------ | ------------------------------------- |
| 1981 | L'ull de l'agulla                                | Líder de l'esquadró Blenkinsop        |
| 1983 | La maledicció de la Pantera Rosa                 | Doctor                                |
| 1984 | La noia del timbal                               | Al                                    |
| 1985 | Hitler's SS: Portrait in Evil                    | Helmut Hoffman                        |
| 1985 | Thirteen at Dinner                               | Ronald Marsh                          |
| 1989 | The Phantom of the Opera                         | Martin Barton                         |
| 1994 | Perdut en el temps                               | Julian                                |
| 1996 | True Blue                                        | Jeremy Saville                        |
| 1997 | FairyTale: A True Story                          | Edward Gardner                        |
| 1998 | Still Crazy                                      | Ray Simms                             |
| 1999 | Hotel Paradiso                                   | Mr. Johnson                           |
| 2001 | Lawless Heart                                    | Dan                                   |
| 2001 | Lucky Break                                      | Roger "Rog" Chamberlain               |
| 2001 | Blow Dry                                         | Raymond "Ray" Robertson               |
| 2002 | AKA                                              | Oncle Louis Gryffoyn                  |
| 2003 | Love Actually                                    | Billy Mack                            |
| 2003 | Ready When You Are, Mr McGill                    | Phil Parish                           |
| 2003 | El castell somiat                                | James Mortmain                        |
| 2003 | Underworld                                       | Viktor                                |
| 2004 | Shaun of the Dead                                | Phillip                               |
| 2004 | L'intrús                                         | Robin                                 |
| 2005 | The Magic Roundabout                             | Dylan (Voz)                           |
| 2005 | The Hitchhiker's Guide to the Galaxy             | Slartibartfast                        |
| 2005 | The Constant Gardener                            | Sir Bernard Pellegrin                 |
| 2006 | Pirates of the Caribbean: Dead Man's Chest       | Davy Jones                            |
| 2006 | Underworld: Evolution                            | Viktor                                |
| 2006 | Alex Rider: Operació Stormbreaker                | Alan Blunt                            |
| 2006 | Flushed Away                                     | Whitey (Veu)                          |
| 2006 | Diari d'un escàndal                              | Richard Hart                          |
| 2007 | Hot Fuzz                                         | Insp. Kenneth                         |
| 2007 | Pirates of the Caribbean: At World's End         | Davy Jones                            |
| 2008 | Valkyrie                                         | Friedrich Olbricht                    |
| 2008 | A Fox's Tale                                     | Ringmaster (Veu)                      |
| 2009 | Underworld: Rise of the Lycans                   | Viktor                                |
| 2009 | The Boat That Rocked                             | Quentin                               |
| 2009 | G-Force                                          | Leonard Saber                         |
| 2009 | Astro Boy                                        | Professor Simon Elefun/Robotsky (Voz) |
| 2009 | Statuesque                                       | Sr. Jellaby                           |
| 2009 | Glorious 39                                      | Sir Alexander                         |
| 2010 | Wild Target                                      | Victor Maynard                        |
| 2010 | Harry Potter i les relíquies de la Mort (Part 1) | Rufus Scrimgeour                      |
| 2011 | Rango                                            | Jake (Vfu)                            |
| 2011 | Chalet Girl                                      | Richard                               |
| 2011 | Arthur Christmas                                 | Santa (Voz)                           |
| 2011 | The Man with the Stolen Heart                    | Narrador                              |
| 2012 | L'exòtic Hotel Marigold                          | Douglas Ainslie                       |
| 2012 | Ira de titans                                    | Hephaestus                            |
| 2012 | Total Recall                                     | Matthias Lair                         |
| 2013 | Great White Shark 3D                             | Narrador                              |
| 2013 | Jack, el matagegants                             | Fallon (Veu)                          |
| 2013 | The World's End                                  | The Network (Veu)                     |
| 2013 | About Time                                       | James Lake                            |
| 2014 | I, Frankenstein                                  | Naberius                              |
| 2014 | Pride                                            | Cliff                                 |
| 2015 | The Second Best Exotic Marigold Hotel            | Douglas Ainslie                       |
| 2016 | Dad's Army                                       | Sergent Wilson                        |
| 2016 | Norm of the North                                | Sócrates (Veu)                        |
| 2016 | La seva millor història                          | Ambrose Hilliard                      |
| 2016 | The Limehouse Golem                              | John Kildare                          |
| 2017 | Pirates of the Caribbean: Dead Men Tell No Tales | Davy Jones                            |
| 2017 | La llibreria                                     | Mr. Edmund Brundish                   |
| 2019 | Pokémon: Detectiu Pikachu                        | Howard Clifford                       |
| 2020 | Emma                                             | Mr. Woodhouse                         |
| 2020 | El fotògraf de Minamata                          | Robert Hayes                          |
| 2021 | Buckley's Chance                                 | Spencer                               |
| 2022 | Living                                           | Mr Williams                           |

Televisió
| ANY                       | Títol                             | Paper                | Notes                                             |                                       |
| ------------------------- | --------------------------------- | -------------------- | ------------------------------------------------- | ------------------------------------- |
| 1976                      | Softly, Softly: Taskforce         | Albert Blake         | Episodi: "Say it with Flowers"                    |                                       |
| 1978-1982                 | Play for Today                    | Dave/William/Bill    | 3 episodis                                        |                                       |
| 1979                      | Premier                           | Deasey               | Episodi: "Deasey"                                 |                                       |
| 1980                      | Agony                             | Vicent Fish          | Segona temporada                                  |                                       |
| 1980                      | Fox                               | Colin Street         | 2 episodis                                        |                                       |
| 1980                      | BBC2 Playhouse                    | Bruno                | Episodi: "Standing in for Henry"                  |                                       |
| 1982                      | Minder                            | Oates                | Episodi: "Looking for Micky"                      |                                       |
| 1982                      | Play for Tomorrow                 | Connor Muller        | Episodi: "Easter 2016"                            |                                       |
| 1982                      | 1983                              | Reilly, Ace of Spies | Goschen                                           | Episodi: "1905: The Visiting Fireman" |
| Jemina Shore Investigates | 1983                              | David Cullen         | Episodi: "A Model for Murder"                     |                                       |
| 1985                      | The Last Place on Earth           | Cecil Meares         |                                                   |                                       |
| 1989                      | Storyboard                        | Sam                  | Episodi: "Making News"                            |                                       |
| 1990                      | Making News                       | Sam Courtney         |                                                   |                                       |
| 1990                      | Sceenplay                         | Howard Nash          | Episodi: "Antonio and Jane"                       |                                       |
| 1991                      | The Men's Room                    | Mark Carleton        | BBC serial                                        |                                       |
| 1991                      | Bergerac                          |                      | Episodi: "All for Love"                           |                                       |
| 1991-93                   | Performance                       | Roger Maitland       | 2 episodis                                        |                                       |
| 1992                      | Chillers                          | Tom Dickenson        | Episodi: "The Cat Brought It In"                  |                                       |
| 1993                      | Eye of the Storm                  | Tom Frewen           | 6 episodis                                        |                                       |
| 1993                      | Peak Practice                     | Alan Sinclair        | Episodi: "Growing Pains"                          |                                       |
| 1993                      | The Maitlands                     | Roger Maitland       |                                                   |                                       |
| 1994                      | Wycliffe                          | David Cleeve         | Episodi: "The Four Jacks"                         |                                       |
| 1995                      | Llety                             | Piod                 |                                                   |                                       |
| 1996                      | Testament: The Bible in Animation | Belshazzar           | Episodi: "Daniel"                                 |                                       |
| 1997                      | Insiders                          | Mark Gordon          | Episodi: "The Vat Man"                            |                                       |
| 1997                      | Kavanagh QC                       | Giles Culpepper QC   | Episodi: "Ancient History"                        |                                       |
| 1998                      | Kiss Me Kate                      | Cameron              |                                                   |                                       |
| 1998-00                   | The Canterbury Tales              | El comerciant        | 2 episodis                                        |                                       |
| 1999                      | People Like Us                    | Will Rushmore        | Episodi: "The Photographer"                       |                                       |
| 2000                      | Longitud                          | Lord Sandwich        |                                                   |                                       |
| 2000                      | Animated Tales of the World       | Tiger                | Episodi: "A Story of Taiwan: Aunt Tiger"          |                                       |
| 2002                      | Auf Wiedersehen, Pet              | Jeffrey Grainger     | Tercera temporada                                 |                                       |
| 2002                      | The Inspector Lynley Mysteries    | Alan Lockwood        | Episodi: "Well Schooled in Murder"                |                                       |
| 2003                      | State of Play                     | Cameron Foster       |                                                   |                                       |
| 2003                      | The Lost Prince                   | Arthur Bigge         |                                                   |                                       |
| 2004                      | He Knew He Was Right              | Coronel Osborne      |                                                   |                                       |
| 2005                      | The Girl in the Cafè              | Lawrence             |                                                   |                                       |
| 2005                      | Gideon's Daughter                 | Gideon Warner        |                                                   |                                       |
| 2010                      | Doctor Who                        | Dr. Black            | Sense acreditar Episodi: "Vincent and the Doctor" |                                       |
| 2011                      | Page Eight                        | Johnny Worricker     |                                                   |                                       |
| 2014                      | Turks & Caicos                    | Johnny Worricker     |                                                   |                                       |
| 2014                      | Salting the Battlefield           | Johnny Worricker     |                                                   |                                       |
| 2018                      | Innocència tràgica                | Leo Argyll           |                                                   |                                       |
| 2020-21                   | Castlevania                       | Saint Germain (veu)  |                                                   |                                       |
| 2022                      | The Man Who Fell to Earth         | Thomas Jerome Newton | postproducció                                     |                                       |

## Premis i nominacions
Llesta incompleta de premis.
Premis Oscar
| Any  | Categoria             | Pel·lícula | Resultat |
| ---- | --------------------- | ---------- | -------- |
| 2023 | Oscar al millor actor | Living     | Nominat  |

Premis Globus d'Or
| Any  | Categoria                             | Pel·lícula           | Resultat  |
| ---- | ------------------------------------- | -------------------- | --------- |
| 2006 | Millor actor de minisèrie o telefilme | The Girl in the Cafè | Nominat   |
| 2007 | Millor actor de minisèrie o telefilme | Gideon's Daughter    | Guanyador |
| 2012 | Millor actor de minisèrie o telefilme | Page Eight           | Nominat   |

Premis BAFTA
| Any  | Categoria                   | Pel·lícula    | Resultat  |
| ---- | --------------------------- | ------------- | --------- |
| 2003 | Millor actor de repartiment | Love Actually | Guanyador |
| 2003 | Millor actor - TV           | State of Play | Guanyador |

Premis Satellite
| Any  | Categoria                                           | Pel·lícula        | Resultat  |
| ---- | --------------------------------------------------- | ----------------- | --------- |
| 1999 | Millor actor de repartiment - Musical o Comèdia     | Still Crazy       | Nominat   |
| 2004 | Millor actor de repartiment - Musical o Comèdia     | Love Actually     | Nominat   |
| 2005 | Millor actor de repartiment - Minisèrie o telefilme | The Lost Prince   | Guanyador |
| 2006 | Millor actor - Minisèrie o telefilme                | Gideon’s Daughter | Guanyador |
| 2011 | Millor actor - Minisèrie o telefilme                | Page Eight        | Nominat   |

Medalles del Cercle d'Escriptors Cinematogràfics
| Any  | Categoria              | Pel·lícula   | Resultat  |
| ---- | ---------------------- | ------------ | --------- |
| 2017 | Millor actor secundari | La llibreria | Guanyador |

Premis Feroz
| Any  | Categoria                    | Pel·lícula   | Resultat |
| ---- | ---------------------------- | ------------ | -------- |
| 2017 | Millor actor de repartiment] | La llibreria | Nominat  |